# Fjallavatn

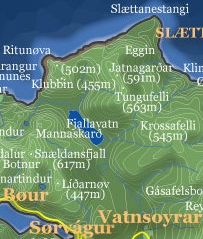
Poloha jezera

Fjallavatn je druhé největší jezero na Faerských ostrovech hned po jezeru Sørvágsvatn. Leží v severní části ostrova Vágar. Rozloha jezera je 1,02 km². Na jezeře jsou dobré podmínky pro chytání ryb.